# Manuel Maria da Costa
 Manuel Maria da Costa  (Angra do Heroísmo, Novembro de 1843 — ?) foi um clérigo português. 

## Biografia
O padre Manuel Maria da Costa, foi cura nas paróquias das Doze Ribeiras, Belém e São Mateus da Calheta, concelho de Angra do Heroísmo. Foi secretário do bispo D. João Maria Pereira do Amaral e Pimentel.
Como jornalista foi colaborador activo no jornal O Católico, que se publicou em Angra do Heroísmo.